# Lista de presidentes de Cuba
Esta é uma lista de presidentes de Cuba de 1902 até a atualidade.
| #                                                      | Foto                                           | Nome (Nascimento-Morte)                           | Partido | Mandato                                                                        |
| ------------------------------------------------------ | ---------------------------------------------- | ------------------------------------------------- | --- | ------------------------------------------------------------------------------ |
| Presidentes da República de Cuba                       |                                                |                                                   | |                                                                                |
| 1                                                      |                                                | Tomás Estrada Palma (1832–1908)                   | Partido Moderado                                                                                               | 20 de maio de 1902 – 28 de setembro de 1906                                    |
| Ocupação de Cuba pelos Estados Unidos                  |                                                |                                                   | |                                                                                |
| —                                                      |                                                | William Howard Taft (1857–1930)                   | Governador designado pelos EUA                                                                                 | 29 de setembro – 13 de outubro de 1906                                         |
| —                                                      |                                                | Charles Edward Magoon (1861–1920)                 | Governador designado pelos EUA                                                                                 | 13 de outubro de 1906 – 28 de janeiro de 1909                                  |
| Presidentes da República de Cuba                       |                                                |                                                   | |                                                                                |
| 2                                                      |                                                | José Miguel Gómez (1858–1921)                     | Partido Liberal                                                                                                | 28 de janeiro de 1909 – 20 de maio de 1913                                     |
| 3                                                      |                                                | Mario García Menocal (1866–1941)                  | Partido Conservador                                                                                            | 20 de maio de 1913 – 20 de maio de 1921                                        |
| 4                                                      |                                                | Alfredo Zayas y Alfonso (1861–1934)               | Partido Popular Cubano-Liga Nacional                                                                           | 20 de maio de 1921 – 20 de maio de 1925                                        |
| 5                                                      |                                                | Gerardo Machado (1871–1939)                       | Partido Liberal                                                                                                | 20 de maio de 1925 – 24 de agosto de 1933 No exílio, após 12 de agosto de 1933 |
| —                                                      |                                                | Alberto Herrera y Franchi (1874–1954)             | Militar | 12 de agosto – 13 de agosto de 1933 presidente provisório                      |
| —                                                      |                                                | Carlos Manuel de Céspedes y Quesada (1871–1939)   | Sociedade Revolucionária A.B.C.                                                                                | 13 de agosto – 5 de setembro de 1933 presidente provisório                     |
| Comissão Executiva do Governo Provisório de Cuba       |                                                |                                                   | |                                                                                |
| —                                                      |                                                | Ramón Grau (1887–1969)                            | Partido Revolucionário Cubano                                                                                  | 5 - 10 de setembro de 1933                                                     |
| —                                                      |                                                | Guillermo Portela y Möller (1886–1958)            | Partido Liberal                                                                                                | 5 - 10 de setembro de 1933                                                     |
| —                                                      |                                                | José Miguel Irisarri y Gamio (1895–1968)          | Partido Conservador                                                                                            | 5 - 10 de setembro de 1933                                                     |
| —                                                      |                                                | Sergio Carbó y Morera (1891–1971)                 | Partido Popular Cubano-Liga Nacional                                                                           | 5 - 10 de setembro de 1933                                                     |
| —                                                      |                                                | Porfirio Franca y Álvarez de la Campa (1878–1950) | Partido Liberal                                                                                                | 5 - 10 de setembro de 1933                                                     |
| Presidentes da República de Cuba                       |                                                |                                                   | |                                                                                |
| 6                                                      |                                                | Ramón Grau (1887–1969)                            | Partido Revolucionário Cubano                                                                                  | 10 de setembro de 1933 – 15 de janeiro de 1934                                 |
|                                                        |                                                | Carlos Hevia (1900–1964)                          | Partido Revolucionário Cubano                                                                                  | 15 – 18 de janeiro de 1934 Presidente Provisório                               |
|                                                        |                                                | Manuel Márquez Sterling (1872–1934)               | Independente                                                                                                   | 18 de janeiro de 1934 Presidente Provisório                                    |
|                                                        |                                                | Carlos Mendieta (1873–1960)                       | União Nacional                                                                                                 | 18 de janeiro de 1934 – 11 de dezembro de 1935 Presidente Provisório           |
|                                                        |                                                | José Agripino Barnet (1864–1945)                  | União Nacional                                                                                                 | 11 de dezembro de 1935 – 20 de maio de 1936 Presidente Provisório              |
| 7                                                      |                                                | Miguel João Victor (1889–1950)                    | União Nacional                                                                                                 | 20 de maio – 24 de dezembro de 1936                                            |
| 8                                                      |                                                | Federico Laredo Brú (1875–1946)                   | União Nacional                                                                                                 | 24 de dezembro de 1936 – 10 de outubro de 1940                                 |
| 9                                                      |                                                | Fulgencio Batista (1901–1973)                     | Coligação Democrática Socialista (CSD)                                                                         | 10 de outubro de 1940 – 10 de outubro de 1944                                  |
| 10                                                     |                                                | Ramón Grau (1887–1969)                            | Partido Revolucionário Cubano Autêntico                                                                        | 10 de outubro de 1944 – 10 de outubro de 1948                                  |
| 11                                                     |                                                | Carlos Prío Socarrás (1903–1977)                  | Partido Revolucionário Cubano Autêntico                                                                        | 10 de outubro de 1948 – 10 de março de 1952                                    |
| 12                                                     |                                                | Fulgencio Batista (1901–1973)                     | Militar Partido de Ação Unida Partido de Ação Progressista                                                     | 10 de março de 1952 – 24 de fevereiro de 1955 Presidente Provisório            |
| 12                                                     | 24 de fevereiro de 1955 – 1 de janeiro de 1959 | Fulgencio Batista (1901–1973)                     | Militar Partido de Ação Unida Partido de Ação Progressista                                                     |                                                                                |
|                                                        |                                                | Anselmo Alliegro y Milá (1899–1961)               | Partido Progressista                                                                                           | 1 – 2 de janeiro de 1959 Presidente Provisório                                 |
|                                                        |                                                | Carlos Manuel Piedra (1895–1988)                  | político sem partido                                                                                           | 2 – 3 de janeiro de 1959 Presidente Provisório                                 |
| 13                                                     |                                                | Manuel Urrutia Lleó (1901–1981)                   | político sem partido                                                                                           | 3 de janeiro – 18 de julho de 1959                                             |
| 14                                                     |                                                | Osvaldo Dorticós Torrado (1919–1983)              | Organizações Revolucionárias Integradas Partido Unido da Revolução Socialista Cubana Partido Comunista de Cuba | 18 de julho de 1959 – 2 de dezembro de 1976                                    |
| Presidentes do Conselho de Estado da República de Cuba |                                                |                                                   | |                                                                                |
| 15                                                     |                                                | Fidel Castro (1926–2016)                          | Partido Comunista de Cuba                                                                                      | 2 de dezembro de 1976 – 24 de fevereiro de 2008                                |
| 16                                                     |                                                | Raúl Castro (1931– )                              | Partido Comunista de Cuba                                                                                      | 31 de julho de 2006 - 24 de fevereiro de 2008                                  |
| 16                                                     | 24 de fevereiro de 2008 – 19 de abril de 2018  | Raúl Castro (1931– )                              | Partido Comunista de Cuba                                                                                      |                                                                                |
| 17                                                     |                                                | Miguel Díaz-Canel (1960- )                        | Partido Comunista de Cuba                                                                                      | 19 de abril de 2018 - 10 de outubro de 2019                                    |
| Presidentes da República de Cuba                       |                                                |                                                   | |                                                                                |
| 17                                                     |                                                | Miguel Díaz-Canel (1960- )                        | Partido Comunista de Cuba                                                                                      | 10 de outubro de 2019 - presente                                               |